# Абрикосівка (Севастополь)
Абрикосівка (крим. Abrıkosivka) або Жидилівський мікрорайон (Жидилова, Жидилівка) — мікрорайон у складі Нахімовського району міста Севастополь.

## Опис
Мікрорайон названий на честь своєї головної вулиці (до 1979 — Абрикосова, після розділена основна частина названа на честь генерал-лейтенанта Євгена Івановича Жидилова, учасника оборони Севастополя, командира 7-ї бригади морської піхоти.
Обмежений Севастопольською бухтою з півночі на Кілен-балкою з півдня та сходу.
Багатоквартирні блоки (з 2 будинку по 48 будинок) будувалися в період з 1960-х по 1996 рік. З об'єктів соціальної сфери нині тут є середня загальноосвітня школа № 50 та дитячий садок № 132. Дитяча Філія-Бібліотеки № 16 та Медичний пункт поліклініки № 5 філії № 2 ГБУЗС «Міська лікарня № 1 ім. Н. І. Пирогова».
Промислові підприємства представлені 13-м судноремонтним заводом.
У ЗОШ № 50 навчається близько 500 учнів. Школа відкрилася 1 вересня 1986 року.
У районі розташований Храм в ім'я святого сповідника Романа, який підпорядковується Севастопольському благочинню Сімферопольської та Кримської єпархії РПЦ. Споруджений у 2010—2011 роках. Настоятель протоієрей Стефан Сломчинський.
За кілометр від розташованої на вулиці Генерала Жидилова кінцевої зупинки на Суздальських висотах знаходиться пам'ятний знак на честь Інкерманської битви, створена до 50-річчя битви 1905 року, відновлена 2005 року. За 300 метрів від нього розміщений аналогічний монумент, створений 1856 року та відновлений у 2004 році.

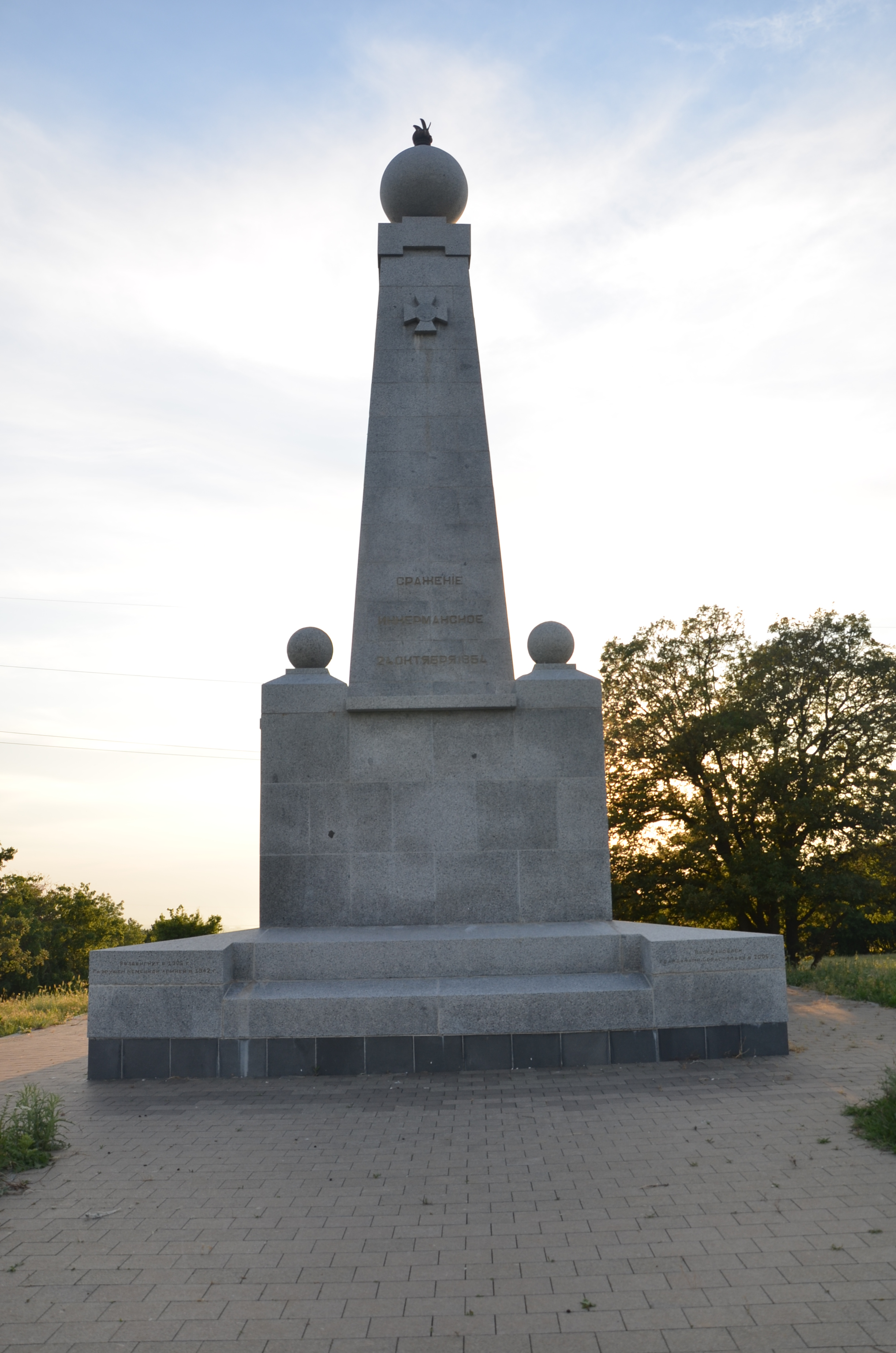
один з двох монументів на честь подій Інкерманської битви
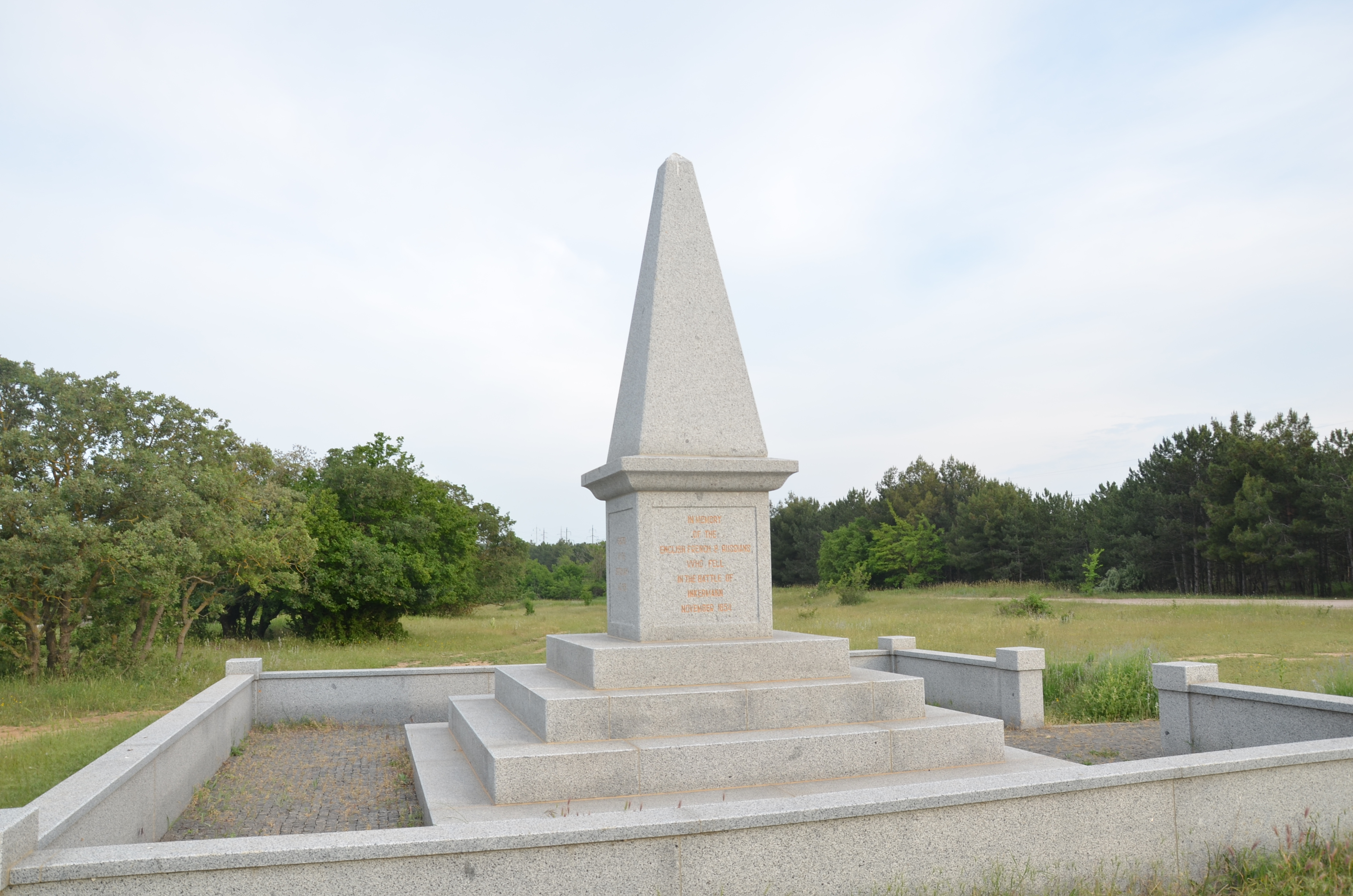
один з двох монументів на честь подій Інкерманської битви

## Берегова артилерійська стаціонарна батарея №703 (114)
На північний схід від вулиці Генерала Жидилова знаходиться Берегова артилерійська стаціонарна батарея № 703 (114), створена в 1942 році як частина оборонних споруд місто. Озброєння — дві гармати калібром 130 мм (Б-7), зняті з крейсера «Червона Україна». Спочатку знаходилася в районі селища Дергачі, перенесена на нову позицію у лютому 1942 року. Гармати встановлені на бетонні підстави із заміною тіл гармат. Командир батареї старший лейтенант П. С. Рабинович як і більшість особового складу з екіпажу крейсера «Червона Україна». Батарея вела вогонь на підтримку частин 2 та 3 секторів оборони. Особливо активно батарея діяла останніми днями оборони з 20 по 29 червня 1942 року. О 2-й годині ночі 29 червня після артпідготовки німці з Північного боку висадили десант у районі Троїцької балки. У другій половині дня вони перейшли у наступ. Разом із частинами 8-ї бригади морської піхоти батарея опинилася в оточенні та без зв'язку з командуванням. Артилеристи билися, доки не скінчилися боєприпаси, після чого разом із розрахунками сусідніх дотів пішли на прорив. Частина особового складу та командир були захоплені німецьким диверсійним підрозділом. Зі 150 бійців вийшли з оточення 15 осіб.
Сучасні позиції батареї знаходяться в лісовому масиві, частково пошкоджені при посадках кримської сосни, що з іншого боку забезпечило їх збереження від забудови. Збереглося два гарматні дворики з льохами боєзапасу з пошкодженнями різного ступеня, п'ять бетонних укриттів — додаткові льохи боєзапасу з яких один підірваний, три засипані. Батарея мала власний залізобетонний командний пункт, який зберігся, його залишки не знайдені.